# 桓仁县
桓仁县，中国旧县名。
1914年改怀仁县置，治所在今辽宁省桓仁满族自治县桓仁镇。1989年撤销，改设桓仁满族自治县。 